# 梅赛德斯-奔驰CLK级

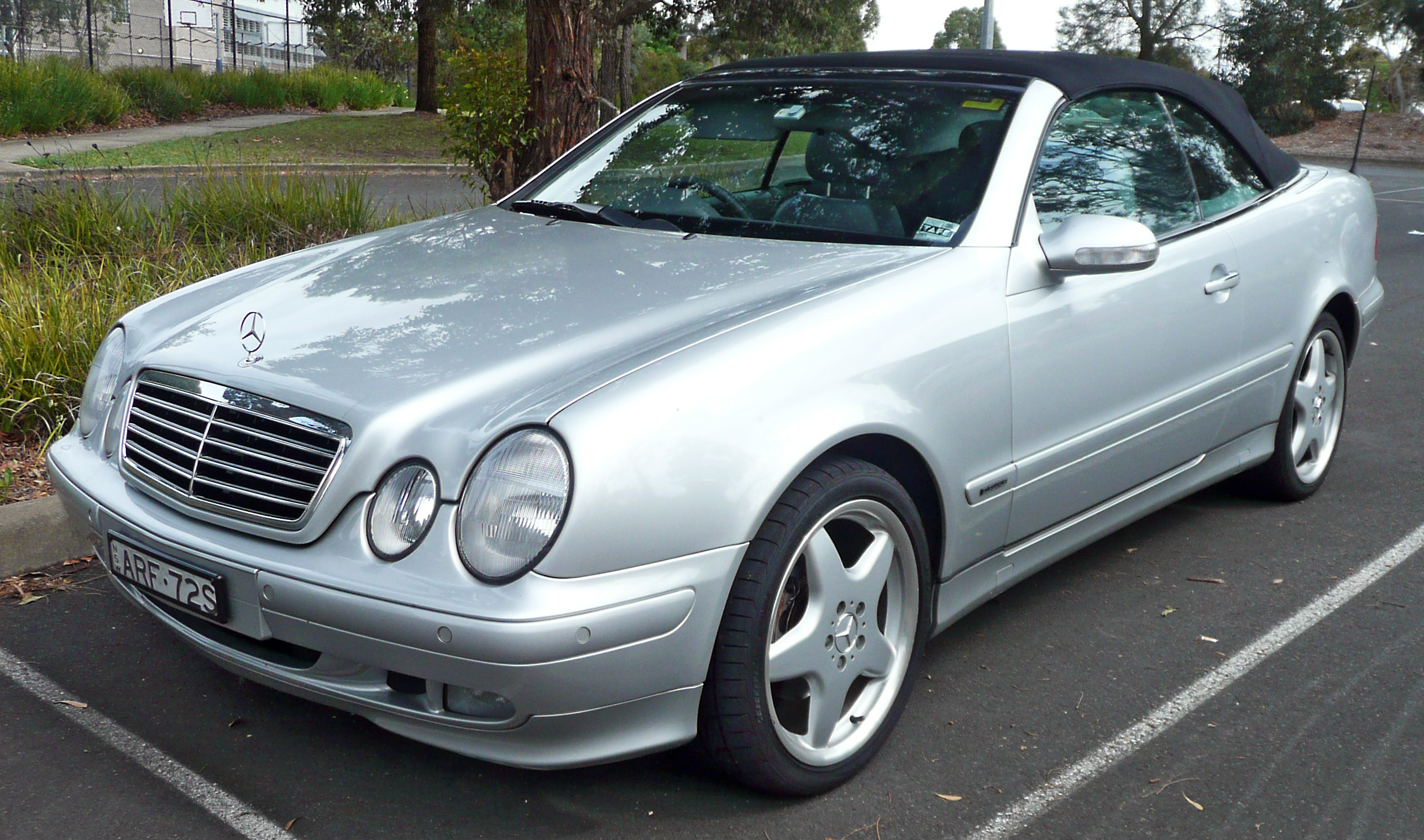
1996–2002產 W208

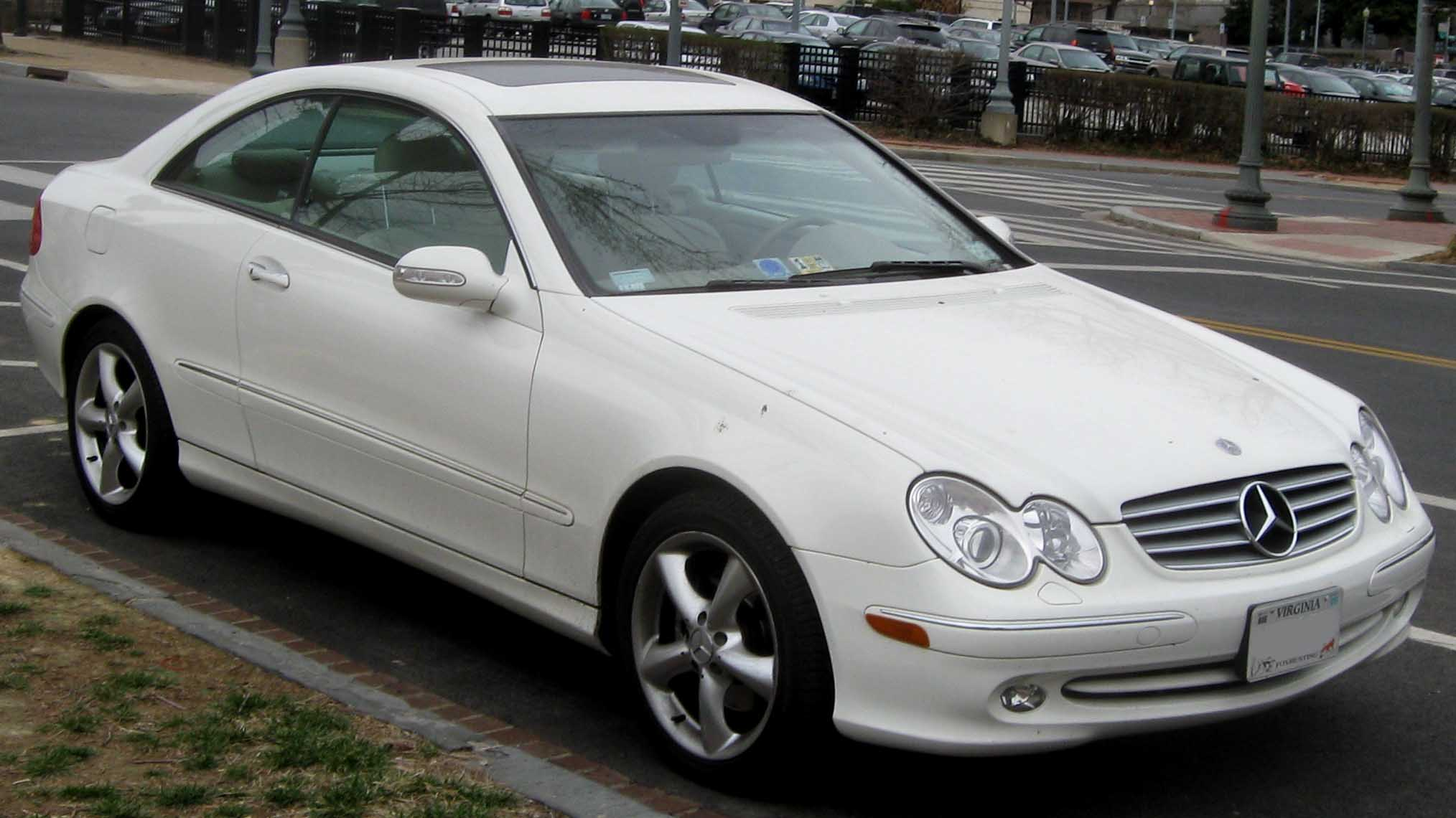
2002–2009產 W209

梅赛德斯-奔驰CLK级（德語：Mercedes-Benz CLK-Klasse）是由梅赛德斯-奔驰生產的車身尺碼介於C-Class與E-Class之間的雙門四座豪華轎跑車，有硬頂與敞篷兩種不同的車體，以C-Class為基礎衍生，但是使用E-Class的款式風格及引擎，2009年春發表新一代車款，改以E-Class為基礎衍生，稱為E-class coupe。